# Siła spokoju
Siła spokoju (ang. Peaceful Warrior) jest amerykańsko-niemiecką koprodukcją, powstałą na kanwie powieści Droga miłującego pokój wojownika autorstwa Dana Millmana.

## Obsada
- Scott Mechlowicz – Dan Millman
- Nick Nolte – Sokrates
- Amy Smart – Joy
- Béatrice Rosenblatt – Dory
- Agnes Bruckner – Susie
- Ashton Holmes – Billy Sands
- Paul Wesley – Sidney Crowley
- B.J. Britt – Rick Dane
- Beatrice Rosen – Dory